# Peter Petersen (piłkarz)
Peter Patrick Petersen (ur. 27 lutego 1981 w Kapsztadzie) – południowoafrykański piłkarz występujący na pozycji pomocnika.

## Kariera klubowa
Petersen karierę rozpoczynał w 2000 roku w zespole Hellenic FC z ligi PSL. W 2001 roku odszedł do Moroki Swallows, także grającej w PSL. W 2004 roku zdobył z nią Puchar RPA. Graczem Moroki był przez 5 lat. W 2006 roku przeszedł do klubu FC AK z NFD (II liga). Po roku spędzonym w tym klubie, przeniósł się do innego zespołu NFD, Maritzburg United. W 2008 roku awansował z nim do PSL. W 2013 roku zakończył karierę zawodniczą.

## Kariera reprezentacyjna
W reprezentacji RPA Petersen zadebiutował w 2005 roku. W tym samym roku został powołany do kadry na Złoty Puchar CONCACAF. Zagrał na nim w meczu z Gwatemalą (1:1), a drużyna RPA zakończyła turniej na ćwierćfinale.
W drużynie narodowej Petersen rozegrał 2 spotkania, oba w 2005 roku.